# Marcus Fidelis Jaeck
Marcus Fidelis Jaeck oder Markus Fidelis Jäck (* 24. April 1768 in Konstanz; † 7. April 1845 in Mainz) war ein römisch-katholischer Geistlicher und Theologe.

## Leben
Jaeck war Sohn des Knopfmachers Johann Franz Jaeck. Er absolvierte die Elementarschule und bis 1787 das Gymnasium in Konstanz. In jenem Jahr nahm er das Studium der Theologie an der Universität Freiburg im Breisgau auf, wobei er zugleich in das Generalseminar eintrat. Er trat anschließend in das fürstbischöfliche Priesterseminar in Meersburg ein, bevor er am 23. September 1792 im Konstanzer Münster zum Priester geweiht wurde. Im selben Jahr wurde er Vikar in Waldkirch.
Jaeck wurde 1795 Pfarrer in Buchenbach, 1796 in Bellingen, 1801 in Breitnau, 1804 in Gütenbach, 1808 in Triberg und 1813 in Kirchhofen. An letzterer Stelle war er bis 1830 tätig. Ab 1809 war er außerdem landesherrlicher und fürstbischöflicher Dekan, daneben ab 1810 auch Referent für Kirchen- und Schulsachen beim Kreisdirektorium des Donaukreises, dort auch ab 1811 Bevollmächtigter der Weltgeistlichen. Bereits in dieser Zeit trat er auch schriftstellerisch in Erscheinung. Er war ein Freund und Anhänger von Ignaz Heinrich von Wessenberg und dessen aufgeklärten Ansichten.
Jaeck wurde im Oktober 1824 zum fürstbischöflichen Geistlichen Rat ernannt und erhielt unter Beibehaltung seiner Pfarrstelle das Amt des Regens des Priesterseminars sowie des Pfarrrektors in Meersburg. Als der Freiburger Weihbischof Joseph Vitus Burg 1830 Bischof von Mainz wurde, nahm er Jaeck dorthin mit. Dort wurde Jaeck im Januar 1830 Domkapitular und provisorischer Regens des Priesterseminars in Mainz. Am 24. Dezember 1830 erhielt er die theologische Ehrendoktorwürde (Dr. theol. h. c.) der Universität Gießen.
Jaeck lehrte von 1830 bis zu seinem Tod als Seminarprofessor Pastoraltheologie, Katechetik, Homiletik und Pädagogik am Mainzer Priesterseminar. 1832 trat er vom Amt des provisorischen Regens des Priesterseminars zurück und wurde stattdessen im Dezember 1832 Director studiorum, wobei ihm das Weisungsrecht gegenüber den Lehrenden des Priesterseminars zukam. Als Burg 1834 starb, hielt Jaeck die Trauerrede. Er wurde in der Folge vom Domkapitel auf die Vorschlagsliste zur Nachfolge von Bischof Burg aufgenommen. Bis 1843 war Jaeck auch Katechet am Mainzer Waisenhaus. Bereits ab 1835 gehörte er der von Bischof Peter Leopold Kaiser eingesetzten Kommission zur Überarbeitung des Mainzer Diözesankatechismus an. Die tatsächliche Reform des Katechismus erlebte Jeack nicht mehr.
Jaeck wurde auf dem Hauptfriedhof Mainz beigesetzt. Ignaz Heinrich von Wessenberg widmete seinem Freund einen dichterischen Nachruf.

## Werke (Auswahl)
Schriften (Auswahl)
- Psalmen und Gesänge der heiligen Schrift: nebst den Hymnen der ältesten christlichen Kirche, 2 Bände, Herder, Freiburg 1817.
- (Red.) Der Klerus aus dem Bisthum Konstanz an den im Jahr 1818 an ihn sendschreibenden Laien aus dem selben Bisthum oder über dei innere Lage der Diözese und die Wahl des Frhrn. Ig. Heinr. v. Wessenberg zum Bischof von Konstanz. Eine offene Antwort gegen anonyme Anklagen, Herder, Freiburg 1818.
- Bericht des Dekans und Pfarrers Jäck zu Kirchhofen ... über die pietistischen Umtriebe des Pfarrers Aloys Henhöfer und die durch ihn bewirkte Glaubensspaltung in der katholischen Gemeinde daselbst: Ein Seitenstück zu dem Berichte des Herrn Superintendenten Tzschirner zu Leipzig!, Braun, Karlsruhe 1824.
- Salomon und Sulamit: allegorische Deutung des hohen Liedes von Salomon, Bannhard, Konstanz 1825.
- Triberg oder Versuch einer Darstellung der Industrie und des Verkehrs auf dem Schwarzwald, Bannhard, Konstanz 1826.
- Kleiner Katechismus der christ-katholischen Religionslehre nach Anleitung der Mainzischen Diözesan-Katechismus: mit Reimliedern für die Anfänger des Christenlehr-Unterrichts, Wirth, Mainz 1835.
- Auszug aus der Biblischen Geschichte zum ersten Unterricht in der Religion, Wirt, Mainz 1837.
- Kleines Gebetbuch für den Besuch des katholischen Gottesdienstes, von Zabern, Mainz 1837 (weitere Auflagen 1839 und 1845).
- Versuch einer Nebeneinanderstellung der Religionslehrer nach Vernunft und Offenbarung, von Zabern, Mainz 1839.
- Grundlage zum Katechismus der christ- katholischen Glaubens- und Sittenlehre, oder der kleine Katechismu, von Zabern, Mainz 1842.

Kirchenlieder (Auswahl)
- O du mein Volk, was tat ich dir?, GL 1975, Nr. 206.